# Endochernella
Endochernella es un género de foraminífero bentónico de la subfamilia Chernyshinellinae, de la familia Tournayellidae, de la superfamilia Tournayelloidea, del suborden Fusulinina y del orden Fusulinida. Su especie tipo es Plectogyra (Latiendothyra) quaesita. Su rango cronoestratigráfico abarca desde el Tournaisiense hasta el Viseense (Carbonífero inferior).

## Discusión
Algunas clasificaciones más recientes incluyen Endochernella en la familia Chernyshinellidae, y en el suborden Tournayellina, del orden Tournayellida, de la subclase Fusulinana y de la clase Fusulinata.

## Clasificación
Endochernella incluye a las siguientes especies:
- Endochernella chernyshinelliformis †
- Endochernella gelida †
- Endochernella postquaesita †
- Endochernella quaesita †